# La stagione delle tempeste
La stagione delle tempeste (Sezon burz) è l'ultimo romanzo della Saga di Geralt di Rivia (saga o wiedźminie), scritta dallo scrittore polacco Andrzej Sapkowski. È stato pubblicato in Polonia nel 2013, mentre in Italia è uscito nel 2016 tramite Editrice Nord.
La storia del romanzo non è un continuo delle vicende narrate nei precedenti libri della saga (che si concludono nel precedente romanzo La Signora del Lago), ma è ambientato tra gli eventi accaduti ne Il guardiano degli innocenti, prima che lo strigo fosse legato dalla legge della predestinazione a Cirilla.

## Trama
Lo strigo Geralt di Rivia arriva nella cittadina di Kerack, dove viene presto arrestato con false accuse. Dopo 4 giorni viene liberato in seguito al pagamento della cauzione a nome di un anonimo, ma scopre che le sue spade sono state nel frattempo rubate. Durante una disputa con le guardie cittadine incontra il suo vecchio amico e poeta Ranuncolo, che si rivela essere il cugino del procuratore reale Ferrant de Lettenhove, che toglie momentaneamente dai guai lo strigo. Il poeta rivela a Geralt che a montare le false accuse su di lui e a pagare la cauzione è stata la stessa persona, ovvero la maga Lytta Neyd. Geralt decide quindi di recarsi da lei sia per avere delle risposte, sia per trovare una pista per trovare le sue spade. Nascerà una complicata relazione fra i due, la maga lo aiuterà, grazie all'utilizzo dell'idromanzia, a scoprire che le spade sono state portate a Rivellino, dimora del reverendo Pyral Pratt, capo della criminalità organizzata del luogo, che offrirà informazioni a Geralt in cambio di un'esibizione in un combattimento nell'arena contro un vigilosauro. Vinto l'incontro, abbandonata la tenuta del criminale e ottenute le informazioni che lo condurranno poi alla ricerca delle spade all'asta del mese di luglio dei fratelli Borsody a Novigrad, lo strigo e Ranuncolo vengono inseguiti da sei cavalieri al galoppo; che si riveleranno poi al servizio del principe Egmund, che temendo un colpo di stato da parte del fratello minore Xander I decide di impersonarlo facendo portare Geralt in una taverna sorvegliata da truppe per un incontro in gran segreto, durante il quale cercherà di ingaggiarlo per assassinare i propri fratelli e compiere un regicidio, provando così la lealtà e i principi morali dello strigo che rifiuterà anche davanti alle minacce.

## Edizioni
- Andrzej Sapkowski, La stagione delle tempeste, Editrice Nord, 2016,  p. 490, ISBN 978-88-429-2853-9.
- (PL) Andrzej Sapkowski, Sezon burz, SuperNOWA, 2013,  p. 404, ISBN 978-83-7578-059-8.
- (CS) Andrzej Sapkowski, Bouřková sezóna, traduzione di Stanislav Komárek, Leonardo, 2014.
- (DE) Andrzej Sapkowski, Zeit des Sturms, traduzione di Erik Simon, dtv Verlagsgesellschaft, 2015.
- (RU) Andrzej Sapkowski, Сезон гроз, traduzione di Sergey Legeza, AST, 2014.
- (SR) Andrzej Sapkowski, Sezona oluja, traduzione di Sergey Legeza, Čarobna knjiga, 2014.
- (ES) Andrzej Sapkowski, Estación de tormentas, traduzione di José María Faraldo, Artifax, 2015.
- (FR) Andrzej Sapkowski, La saison des orages, traduzione di Caroline Raszka-Dewez, Milady, 2015.